# Le sei mogli di Barbablù
Le sei mogli di Barbablù è un film del 1950 diretto da Carlo Ludovico Bragaglia.

## Trama
(Totò, Le sei mogli di Barbablù)
Totò e Carmela si sposano. Totò una notte era entrato in una stanza, pensando che fosse quella di Domenica, la serva; era invece quella di Carmela, la padrona. Il fratello lo aveva sorpreso e lo aveva costretto a sposare Carmela. Al matrimonio però Totò fugge.
Totò viene inseguito da Carmela negli Stati Uniti, in India, nel continente africano e al Polo Sud. Si imbarca poi clandestinamente su una nave in partenza da New York e incontra Amilcare Marchetti, altro clandestino; per evitare di essere scoperti, si rifugiano in una cabina e vengono scambiati per Nick Parter ed il suo assistente Patson, due famosi investigatori americani chiamati in Italia per indagare su Barbablù, un serial killer che, in occasione di matrimoni in cui la moglie ha una ciocca bianca di capelli, uccide il marito e rapisce la moglie.
Totò, sbarcato dalla nave, viene portato sul luogo dell'ultimo delitto dove incontra Barbablu; viene poi rapito e portato dalla giornalista Lana Ross che gli spiega il suo piano: fingere di sposare Nick Parter per tendere una trappola a Barbablù nel castello di Ladislao Tzigety, editore del giornale per cui lavora la Ross. Totò finge di accettare, ma cerca di scappare impaurito; interviene il vero Nick Parter e, minacciando di consegnare Totò alla moglie Carmela, lo costringe a continuare la finzione, in modo che tutti continuino a pensare che Totò sia il vero Nick Parter.
Totò si sposa con Lana Ross e la sera nel castello, nonostante la protezione della polizia e di Nick Parter, viene sorpreso da Barbablu. Per sfuggirgli entra in un passaggio segreto, mentre Lana Ross, rapita da Barbablu, scopre che si tratta dell'editore Tzigety. Dopo una serie di inseguimenti, Barbablu verrà ucciso.
Totò, dato che Carmela si è nel frattempo invaghita di Nick Parter, potrà sposare veramente Lana Ross.

## Produzione
Quando all'editore Ladislao Tzigety (Tino Buazzelli) cresce la barba e si trasforma pertanto nell'assassino Barbablù, non parla più con la sua vera voce, ma con quella dell'attore e doppiatore Mario Besesti.